# Распопов, Иван Егорович
Иван Егорович Распопов (1918—1961) — советский военный. Участник Великой Отечественной войны. Герой Советского Союза (1946). Гвардии капитан.

## Биография
Иван Егорович Распопов родился 15 января 1918 года в деревне Курдюки Тамбовской губернии (ныне — в Инжавинском районе Тамбовской области) в крестьянской семье. Окончил семь классов неполной средней школы в родной деревне. Трудовую деятельность начал в 1933 году в колхозе «Серп и Молот». Вскоре стал бригадиром, а в 1938 году сход колхозников избрал его председателем колхоза. Мать Ивана Егоровича Наталья Григорьевна вспоминала:

Ваня ловкий был такой. Ещё мальчиком лошадей норовистых всех объездил. Смелый был, не боялся ничего и от трудных дел не бегал, потому и избрали колхозники своим председателем, не посмотрели на то, что молодой был.— Из воспоминаний Н. Г. Распоповой. Опубликовано на сайте отдела образования администрации города Рассказово.
В ряды Рабоче-крестьянской Красной Армии  Распопов был призван Инжавинским районным военкоматом Тамбовской области в декабре 1939 года. Военную службу  начал в городе Минске красноармейцем взвода управления батареи 203-миллиметровых гаубиц в 350-м гаубичном артиллерийском полку большой мощности резерва Верховного Главнокомандования. Полк активно готовился к участию в войне с Финляндией. Боевые стрельбы стокилограммовыми снарядами по железобетонным целям, имитирующим финские ДОТы, шли практически ежедневно. В первых числах марта 1940 года в полк поступил приказ о передислокации в Карелию. 10—11 марта весь личный состав полка и его материальная база были погружены в эшелоны на станции Слепянка, однако в связи с подписанием Московского мирного договора приказ был отменён, и полк вернулся на прежнее место дислокации. В мае 1940 года 350-й гаубичный артиллерийский полк был переброшен в Закавказье. Его управление разместилось в посёлке Шаумяни Грузинской ССР. С началом Великой Отечественной войны полк, в котором командиром отделения служил  Распопов, вошёл в состав Закавказского фронта. Дивизионы полка были развёрнуты на позициях вблизи советско-турецкой границы и готовились к возможному отражению нападения со стороны Турции. Однополчанин Распопова, в дальнейшем кандидат исторических наук С. С. Козьмин, в своих воспоминаниях отмечал:

Служба здесь не была спокойной. Турция, ближайший наш сосед, проявляла к СССР недружелюбие и, подстрекаемая Германией, совершала провокации. По приказу Верховного Главнокомандования один дивизион расположили в районе Ленинакана, нацелив орудия на Карс и Эрзерум. Отрабатывались соответствующие боевые задачи на случай неразумных действий со стороны Турции.— С. С. Козьмин. На двух фронтах. Из сборника «Со святой верой в Победу».
В марте 1942 года в Тбилиси началось формирование аналогичного 1150-го гаубичного артиллерийского полка большой мощности, и часть личного состава 350-го ГАП БМ РГВК, в том числе и сержант Распопов, была переведена в новое подразделение. Но уже вскоре Распопова направили на учёбу в Тбилисское горно-артиллерийское училище имени 26 Бакинских комиссаров, которое окончил весной 1943 года.
В боях с немецко-фашистскими захватчиками Распопов —  с сентября 1943 года в должности командира огневого взвода 18-го истребительно-противотанкового артиллерийского полка 6-й отдельной истребительно-противотанковой артиллерийской бригады Резерва Главного Командования на Южном фронте. Боевое крещение принял в Донбасской операции в боях за город Иловайск. Огнём орудий и колёсами его взвод поддерживал наступление частей 13-го гвардейского стрелкового корпуса, участвовал в боях за город Сталино. После взятия Иловайска и Моспино бригада была брошена на штурм немецкой линии обороны на реке Кальмиус и прорвала ей на участке Староласпа — Василевка, обеспечив ввод в прорыв кавалерийских дивизий 5-го гвардейского кавалерийского корпуса и их дальнейший выход к Днепру. В ходе Мелитопольской операции 18-й истребительно-противотанковый артиллерийский полк должен был обеспечить прорыв частями 417-й стрелковой дивизии 44-й армии сильно укреплённой и глубоко эшелонированной обороны противника на подступах к Днепру в Токмакском районе Запорожской области. 11 октября 1943 года бойцы огневого взвода лейтенанта Распопова на руках перетащили свои орудия через противотанковый ров шириной до 7 метров и глубиной до 3 метров и, сходу вступив в бой с немецкой пехотой, отразили контратаку противника. В ходе боя артиллеристы уничтожили до взвода вражеских автоматчиков и 3 пулемётные точки, чем обеспечили продвижение своих стрелковых подразделений вперёд. 12 октября при штурме хутора Канадский, превращённого немцами в мощный опорный пункт обороны, огнём прямой наводкой бойцы Распопова разрушили 5 зданий с оборудованными в них огневыми точками.
После завершения Мелитопольской операции 6-я отдельная истребительно-противотанковая бригада была переброшена на 2-й Украинский фронт и, действуя в полосе наступления 5-й гвардейской и 53-й армий, участвовала в боях за расширение плацдарма, захваченного частями фронта на правом берегу Днепра. В рамках Знаменской фронтовой операции взвод лейтенанта Распопова огнём орудий и колёсами поддерживал наступление стрелковых подразделений на кировоградском направлении, в составе своего подразделения освобождал город Знаменку. 29 декабря в оборонительных боях на дальних подступах к Кировограду на южной окраине урочища Плоский Лес Распопов со своими бойцами продемонстрировал образцы стойкости и мужества, отразив в течение дня 4 контратаки превосходящих сил противника численностью до двух батальонов пехоты при поддержке 12 танков и самоходных артиллерийских установок. В ходе ожесточённого многочасового боя артиллеристы уничтожили до двух рот вражеских солдат, сожгли один танк и одну САУ.
Зимой — весной 1944 года лейтенант Распопов в составе своего подразделения освобождал Правобережную Украину, приняв участие в Кировоградской, Корсунь-Шевченковской и Уманско-Ботошанской операциях, форсировал реки Южный Буг и Днестр. В боях за плацдарм на правом берегу Днестра был ранен, лечился в госпитале. За это время 6-я отдельная истребительно-противотанковая артиллерийская бригада была выведена в резерв Ставки Верховного Главнокомандования. Распопов вернулся в свою часть в июне 1944 года уже в звании старшего лейтенанта и в скором времени был назначен командиром батареи. 28 декабря 1944 года бригада, в которой служил Распопов, была включена в состав 4-го Украинского фронта и начала подготовку к боям в Карпатах. В ходе начавшегося 15 января 1945 года в рамках Западно-Карпатской операции наступления 18-й истребительно-противотанковый артиллерийский полк, действуя в боевых порядках 140-й стрелковой дивизии 38-й армии, обеспечил прорыв немецкой обороны в районе Ясло. Батарея старшего лейтенанта Распопова неоднократно отражала контратаки противника, обеспечивала быстрое продвижение своей пехоты и способствовала её успеху в боях за город Горлице. Распопов со своими бойцами одним из первых достиг реки Дунаец севернее Новы-Сонч и, форсировав её, артиллерийским огнём прикрывал переправу частей дивизии. Смелые и решительные действия батареи Распопова получили высокую оценку командиров стрелковых подразделений. 4 февраля 1945 года, находясь в боевых порядках 869-го стрелкового полка 211-й стрелковой дивизии, батарея Распопова отразила две контратаки немецкой пехоты и самоходных артиллерийских установок, дав возможность одному из стрелковых батальонов овладеть высотой 322, которая имела важное тактическое значение для развития дальнейшего наступления. Особо Распопов отличился в боях в районе села Ясеница в период с 9 по 12 февраля 1945 года.
8 февраля 1945 года войска 38-й армии начали штурм города Бельско-Бяла, крупного опорного пункта немцев, являвшегося воротами к Моравско-Остравскому промышленному району. Чтобы исключить возможность переброски противником резервов в город, а на перспективу не допустить отход гарнизона города на Моравскую Остраву было решено перерезать коммуникации противника к западу от Бельско-Бяла силами подвижной группы, в состав которой были включены и батареи 18-го истребительно-противотанкового артиллерийского полка. 9 февраля подвижная группа перерезала шоссейную и железную дороги Бельско-Бяла — Тешен в районе населённого пункта Ясеница. Командующий 38-й армией генерал-полковник К. С. Москаленко своих мемуарах отмечал:

Противник стремился любой ценой восстановить коммуникации к западу от Бельско-Бяла, надеясь, что это поможет ему удержать и сам город. Крупными силами, стянутыми с других участков, врагу удалось окружить указанную выше группу войск в районе населенного пункта Ясеница. Пытаясь уничтожить её, он непрерывно атаковал с севера, востока и запада.— Москаленко К. С. На Юго-Западном направлении. 1943-1945. Воспоминания командарма. Книга II.
В течение четырёх суток советские войска в Ясенице вели ожесточённый бой с численно превосходящими силами врага в полном окружении. Основная тяжесть борьбы с немецкими танками легла на артиллеристов истребительно-противотанковых батарей. Однополчанин Ивана Егоровича капитан А. М. Мантаев вспоминал:

Имевшиеся в городе наши танковые подразделения из-за отсутствия горючего в этот момент вынуждены были по существу бездействовать, и в отражении танковых атак участвовать не могли. Вот в такой критический момент батареи нашего полка заняли огневые позиции для отражения нападения танковых сил врага.— Из воспоминаний А. М. Мантаева. Опубликовано на сайте отдела образования администрации города Рассказово.
Батарея старшего лейтенанта Распопова оказалась на направлении главного удара немцев. Умело организовав оборону, Распопов силами личного состава отразил 8 атак танков и пехоты противника. Трижды он поднимал своих бойцов в рукопашную и отбрасывал врага на исходные позиции. Будучи дважды ранен, Распопов оставался в строю и продолжал руководить действиями своей батареи, уничтожившей за время боёв 2 немецких танка, самоходную артиллерийскую установку, бронетранспортёр с пехотой, четыре пулемётные точки и до 80 солдат и офицеров вермахта. 12 февраля 1945 года советские войска овладели городом Бельско-Бяла и через несколько часов деблокировали окружённую в Ясенице подвижную группу. После подхода подкреплений старший лейтенант Распопов был эвакуирован в госпиталь. 19 февраля 1945 года командир 18-го истребительно-противотанкового артиллерийского полка полковник А. П. Молчанов представил старшего лейтенанта Распопова к званию Героя Советского Союза. Указ Президиума Верховного Совета СССР о присвоении Распопову высокого звания был подписан 15 мая 1946 года.
После полученных в бою у Ясеницы ранений И. Е. Распопов продолжительное время лечился в госпиталях. В свою часть вернулся уже после окончания боевых действий в звании капитана. В январе 1946 года его перевели в Прикарпатский военный округ в 39-й гвардейский механизированный полк 11-й гвардейской механизированной дивизии. С июля 1946 года гвардии капитан Распопов в запасе. После увольнения из армии жил в городе Новоград-Волынском, работал начальником инкассации местного отделения Госбанка СССР, затем директором Новоград-Волынского пивоваренного завода. Избирался в городской Совет депутатов трудящихся. Почётный гражданин г.Новоград-Волынска.
29 января 1961 года после тяжёлой болезни скончался. Похоронен в Новограде-Волынском.

## Награды
- Медаль «Золотая Звезда» (15.05.1946);
- орден Ленина (15.05.1946);
- орден Александра Невского (09.03.1945);
- орден Отечественной войны 2-й степени (26.02.1944);
- медаль «За отвагу» (15.11.1943);
- медаль «За победу над Германией в Великой Отечественной войне 1941-1945 гг.».

## Память
Именем Героя Советского Союза И. Е. Распопова названа улица в посёлке Инжавино Тамбовской области. Почётный гражданин города Новоград-Волынский

## Документы
- Общедоступный электронный банк документов «Подвиг Народа в Великой Отечественной войне 1941—1945 гг.» Дата обращения: 28 октября 2013. Архивировано из оригинала 13 марта 2012 года.

Представление к званию Героя Советского Союза.
Орден Александра Невского (наградой лист и приказ о награждении).
Орден Отечественной войны 2-й степени (наградой лист и приказ о награждении).
Медаль «За отвагу» (наградой лист и приказ о награждении).